# HR 6819
HR 6819 (bl.a. også kendt som HD 167128 og QV Telescopii) er et system bestående af tre himmellegemer med solmassestørrelser i stjernebilledet Kikkerten. To af legemerne er almindelige stjerner; det tredje legeme er et sort hul. HR 6819 er det eneste stjerneobjekt med et sort hul, som kan ses med det blotte øje. Af alle kendte sorte huller i 2020 er dette det nærmeste Solsystemet, med en afstand på ca. 1000 lysår.
HR 6819 er i lang tid blevet opfattet som en dobbeltstjerne. Ved at betragte systemet via MPG/ESO-2,2-m-Teleskopet med FEROS-spektrografen på La-Silla-Observatoriet, kunne det ses, at en af de to synlige stjerner kredsede om et usynligt objekt med en periodetid på 40,3 døgn. Da dette usynlige objekt har en masse på mindst 4 solmasser, kan det kun være et sort hul. Dette sorte hul er ikke aktivt. Det sorte hul har ingen synlig vekselvirkning med omgivelserne (fx lave en akkretionsskive).